# Vlag van Labuan

Vlag van Labuan

De vlag van Labuan is een horizontale rood-wit-blauwe driekleur met in het midden een gele halve maan en een veertienpuntige ster. De kleuren rood, wit, blauw en geel zijn afgeleid van de vlag van Maleisië, evenals de halve maan en de veertienpuntige ster. De veertien punten staan voor de dertien staten van Maleisië plus de federale gebieden. Labuan, voorheen bekend als Victoria eiland, is een eiland dat bij Maleisië hoort, daar een federaal territorium van is en ten westen vlak voor de kust van Borneo ligt. De vlag is op 16 september 1993 officieel aangenomen.

## Geschiedenis

Kroonkolonie Labuan (1912–1946)